# Paulien Hogeweg
Pour les articles homonymes, voir Hogeweg.
Paulien Hogeweg, née en 1943, est une biologiste et bioinformaticienne néerlandaise. Elle étudie les systèmes biologiques comme des systèmes de traitement d'information interconnectés. En 1970, elle définit en collaboration avec Ben Hesper le terme bioinformatique,,, comme « l'étude des processus d'information dans les systèmes biologiques ».

## Enfance et formation
Paulien Hogeweg est née à Amsterdam, Pays-Bas, où elle a réalisé des études de biologie. Elle reçoit son diplôme de master de l'Université d'Amsterdam en 1969. Au cours de sa dernière année d'étudiante en master, elle publie ses recherches sur les plantes aquatiques sous le titre Structure of aquatic vegetation: a comparison of aquatic vegetation in India, the Netherlands and Czechoslovakia. Tout en travaillant bénévolement à l'Université de Leyde, elle commence son doctorat à l'Université d'Utrecht, dont elle sera diplômée en 1976. Sa thèse, intitulée « Topics in Biological Pattern Analysis » s'intéresse à la formation et reconnaissance des motifs en biologie.

## Carrière
Après son master en biologie, Paulien Hogeweg travaille bénévolement pour un laboratoire de l'Université de Leyde. Elle y rencontre Ben Hesper et ils définissent ensemble la Bio-informatique comme « l'étude des processus d'information dans les systèmes biologiques ». En 1977, ils ouvrent à l'université d'Utrecht un laboratoire de recherche dédié à la bioinformatique. En 1990, Paulien Hogeweg publie un article important pour la recherche prébiotique intitulé  Spiral wave structure in pre-biotic evolution hypercycle stable against parasites. En 1991, elle devient professeur des universités en biologie théorique à l'Université d'Utrecht. Depuis 2008, elle est professeur émérite dans cette même université. Elle a été membre du comité éditorial de plusieurs journaux :  Journal of Theoretical Biology, Bulletin Mathematical Biology, Biosystems, Artificial Life Journal, et Ecological Informatics.

## Recherche
Notamment via des extensions asynchrones des L-systèmes, Paulien Hogeweg a ouvert la voie à la modélisation basée sur les agents pour étudier le développement de la structure sociale dans les sociétés animales. Cela repose sur un principe « ToDo », selon lequel les agents « font ce qu'il y a à faire », et sur un principe « DoDom », pour le classement de la dominance. Les modèles basés sur des agents sont par la suite devenus populaires dans les modèles de vie artificielle.
Lorsque les premières séquences d'ADN ont été publiées par l'EMBL, elle a développé un algorithme d'alignement de séquences basé sur des arbres, qui est devenu classique pour l'alignement de séquence et la génération de phylogénies. À la même période, elle a introduit des algorithmes permettant de prédire le repliement et la structure secondaire de l'ARN. L'étude du repliement de l'ARN a permis d'établir une cartographie génotype-phénotype non linéaire et d'étudier l'évolution avec des paysages adaptatifs complexes,.
Le premier attracteur chaotique dans un modèle écologique de chaîne alimentaire à trois équations est apparu bien avant que la théorie du chaos devienne populaire. Paulien Hogeweg a été pionnière dans l'utilisation d'automate cellulaire pour l'étude de processus écologiques et évolutifs dans l'espace et a montré que la formation de motifs spatiaux peut inverser les pressions de sélection,.
En étendant le modèle cellulaire de Potts (CPM) pour étudier la morphogenèse et le développement, elle a modélisé le cycle de vie complet de Dictyostelium discoideum en utilisant des règles simples pour la chimiotaxie et l'adhésion différentielle,. Cette approche CPM est maintenant utilisée pour la modélisation dans divers domaines comme la biologie du développement, et la migration des cellules immunitaires dans les tissus lymphoïdes. Le modèle cellulaire de Potts est aussi connu sous le nom de modèle Glazier-Graner-Hogeweg.
Ces dernières années, Paulien Hogeweg a poursuivi ses recherches sur les dynamiques coévolutives et la morphogenèse, afin de développer la génomique adaptative et d'étudier l'interface entre la régulation des gènes et l'évolution dans les organismes cellulaires. Ses recherches portent également sur l'évolvabilité au niveau de l'organisation du génome et des réseaux de régulation, et ont montré l'augmentation de la complexité de l'ARN comme résultat des interactions de la structure secondaire et de la formation de motifs spatiaux.

## Collaborations
Paulien Hogeweg a participé à de nombreux groupes de recherche en biologie. Sa contribution concerne à la fois le développement de méthodes computationnelles telles qu'un algorithme d'alignement de séquences basé sur un arbre, et la théorie de la bioinformatique. 